# José Antonio Muñiz
José Antonio Muñiz (16 octobre 1919 - 4 juillet 1960) est un lieutenant-colonel de l'armée de l'air des États-Unis qui, pendant la Seconde Guerre mondiale, a servi dans les forces aériennes de l'armée américaine. Il fut cofondateur de la Garde nationale aérienne de Porto Rico avec les colonels de l'époque Alberto A. Nido et Mihiel Gilormini.
Il sert avec distinction sur le théâtre Chine-Birmanie-Inde. Au cours de sa période de service, il effectue 20 missions de combat contre l'armée de l'air impériale japonaise et abat un Mitsubishi A6M Zero. En 1960, Muñiz pilote une formation de F-86 célébrant les festivités du 4 juillet à Porto Rico et au décollage, son avion s'écrase accidentellement. En 1963, la base de la garde nationale aérienne, à l'aéroport international de San Juan à Porto Rico, a été rebaptisée « base de la garde nationale aérienne de Muñiz » en son honneur.